# Torres-Straits-Expedition

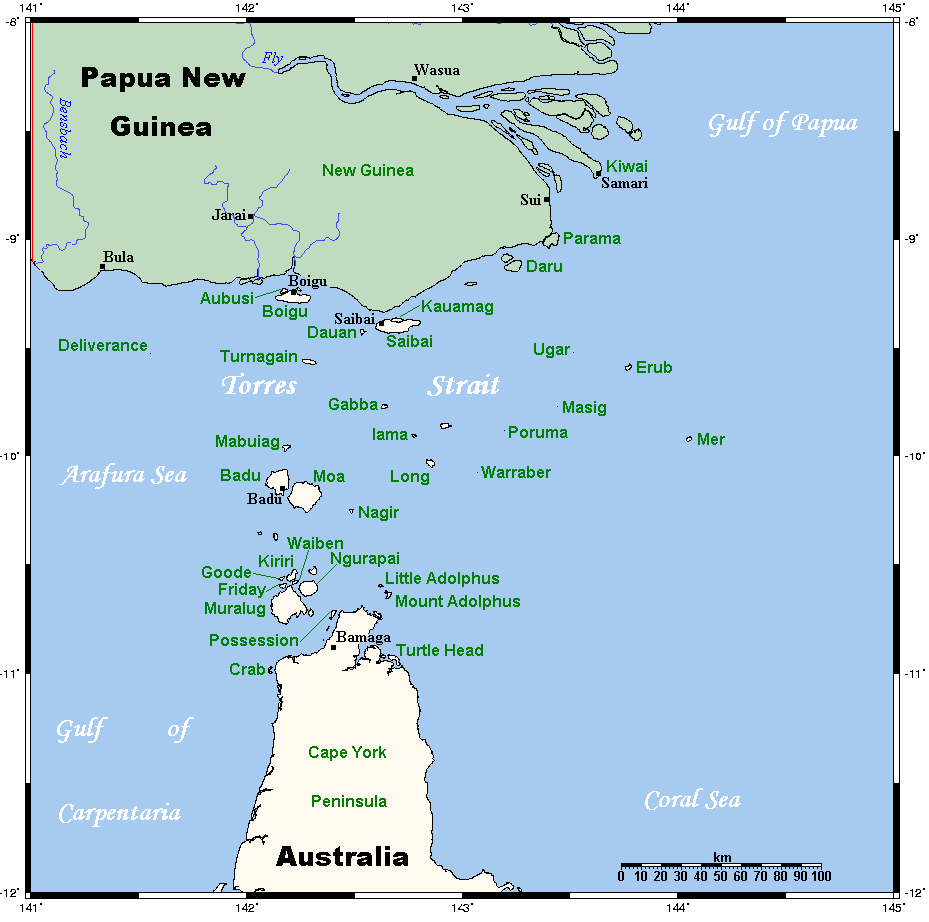
Karte der Torres-Strait-Inseln

Die Anthropologische Expedition der Universität Cambridge in die Torresstraße (Cambridge Anthropological Expedition to the Torres Straits), auch Torres-Straits-Expedition genannt, war eine 1898/1899 unter der Leitung von Alfred C. Haddon durchgeführte Expedition, die der ethnographischen Erforschung der Ureinwohner der Inselwelt in der Torresstraße dienen sollte. 
Haddon hatte ab 1888 bereits in der Torresstraße als Zoologe gearbeitet und war dadurch mit den Einheimischen in Berührung gekommen. Zurückgekehrt nach Großbritannien, begann er ein Studium der Anthropologie an der University of Cambridge, das er 1897 abschloss. So bekam er die Gelegenheit, mit Kollegen aus verschiedenen Fachbereichen der Universität Cambridge eine Expedition mit neuartigen Forschungszielen zu starten.  
Zu den Teilnehmern der Expedition gehörten unter anderem W. H. R. Rivers (1864–1922), Charles S. Myers (1873–1946), William McDougall (1871–1938), Charles G. Seligman (1873–1940), Sidney Ray (1858–1939), Anthony Wilkin († 1901).
Die Expedition erforschte Ethnographie, Physiologie und Psychologie, Linguistik, Kunst und Kunsthandwerk sowie Soziologie, Magie und Religion der Inselbewohner. Ihre Forschungsergebnisse wurden später in den Reports of the Cambridge Anthropological Expedition to Torres Straits (1901–1935) publiziert. Sie waren von großem Einfluss auf die sogenannte britische Schule der Sozialanthropologie.

## Publikationen
- Reports of the Cambridge Anthropological Expedition to Torres Straits. Cambridge University Press, Cambridge 1901–1935:
  - Band 1: General Ethnography. 1935;
  - Band 2: Physiology and psychology. Teil 1: 1901, Teil 2: 1903;
  - Band 3: Linguistics. 1907;
  - Band 4: Arts and crafts. 1912;
  - Band 5: Sociology, Magic and Religion of the Western Islanders. 1904;
  - Band 6: Sociology, Magic and Religion of the Eastern Islanders. 1908.